# Große Fässchenschnecke
Die Große Fässchenschnecke (Orcula dolium), auch Große Tönnchenschnecke genannt, ist eine Schneckenart aus der Familie der Fässchenschnecken (Orculidae), die zur Unterordnung der Landlungenschnecken (Stylommatophora) gerechnet wird.

## Merkmale
Das Gehäuse misst 6,7–9 mm in der Höhe und 3 bis 3,6 mm im Durchmesser. Es ist dick walzenförmig mit einem flachkonischen Apex. Es sind 8 bis 10,5 flach gerundete, langsam zunehmende Windungen vorhanden. Die letzte Windung steigt zur Mündung hin langsam an. Die Mündung ist rundlich mit einem breit umgeschlagenen Rand. Der Mundsaum ist in der Parietalregion jedoch unterbrochen, an den anderen Stellen lippig verdickt. In die Mündung ragen drei Lamellen hinein, zwei an der Spindelseite („Columellarfalten“ oder Spindelfalten), eine kräftige Falte an der Mündungswand („Parietalfalte“). Die Spindelfalten reichen nicht bis an den Mündungsrand heran; meist ist die obere Spindelfalte etwas schwächer als die untere Spindelfalte. Sie sind aber in der Mündungsansicht gut sichtbar. Die Farbe des Gehäuses variiert von gelblichbraun bis rötlichbraun; es ist nur schwach durchscheinend. Es ist fein und unregelmäßig gestreift; oft ist es auch schwarz verkrustet. Vor allem Jungtiere kleben zur Tarnung Kotpillen auf die Umgänge. In lokalen Populationen können die Maße des Gehäuses stark variieren.
Im männlichen Genitaltrakt tritt der wenig gewundene Samenleiter apikal in den Epiphallus ein. Noch vor dem Eintritt in den Epiphallus setzt ein kleiner Muskelstrang an. Der Epiphallus ist nach dem Eintritt des Samenleiters zunächst verdickt, danach etwas eingeschnürt. Im weiteren Verlauf schwillt der Epiphallus nochmals an. Das letzte Drittel vor dem Übergang in den Penis ist deutlich dünner. Am Übergang Epiphallus/Penis setzt der Retraktormuskel an. Außerdem ist an dieser Stelle ein plumper Bildsack (Caecum) ausgebildet. Der Penis ist weniger als halb so lang wie der Epiphallus, aber so lang oder etwas länger als der Blindsack. Im weiblichen Trakt des Genitalapparates zweigt der Samenleiter bereits sehr distal vom Eisamenleiter ab. Der freie Eileiter ist daher im Verhältnis zur Vagina sehr viel länger, etwa dreimal so lang. Das Atrium ist sehr flach.

### Ähnliche Arten
Das Gehäuse ist etwas größer und etwas bauchiger als das Gehäuse der Schlanken Fässchenschnecke.

## Geographische Verbreitung und Lebensraum
Die Art ist im Wesentlichen in den Alpen (Ostfrankreich, Norditalien, Schweiz, Deutschland, Österreich, Slowenien und Kroatien) und Karpaten (Nordungarn, Südpolen, Slowakei, Tschechien) beheimatet. Etwas aus dem Rahmen fallen die Vorkommen im französischen und schweizerischen Jura, in Südwestdeutschland (Südschwarzwald, Kaiserstuhl), das Vorkommen in Südungarn und ein kleines Vorkommen in Nordkroatien, das bereits eindeutig den Dinariden zuzurechnen ist. Das angebliche sehr große Verbreitungsgebiet bis in die Westukraine und auf die Krim, Rumänien, in Spanien, Italien (außerhalb der Alpen), Zentralasien, Tunesien, Äthiopien and Nordiran beruht auf Fehlbestimmungen.
Die Tiere leben im Wald, an Schutthängen, im Geröll und in der Bodenstreu hauptsächlich in höheren Lagen an trockenen, sonnigen, wie auch schattigen, feuchten Hängen auf kalkigem Untergrund. In der Schweiz steigt die Art bis auf 2220 m an.

## Taxonomie
Das Taxon wurde 1801 von Jacques Philippe Raymond Draparnaud als Pupa dolium erstmals beschrieben. Es ist die Typusart der Gattung Orcula Held, 1838. Derzeit werden eine ganze Reihe von Unterarten unterschieden:
- ?Orcula dolium brancsikii Clessin, 1887[5]
- Orcula dolium dolium (Draparnaud, 1801)
- Orcula dolium edita Ehrmann, 1933 (Alpen-Tönnchenschnecke[6])
- Orcula dolium gracilior S. Zimmermann, 1932 (Zierliche Tönnchenschnecke[7])
- Orcula dolium infima Ehrmann, 1933 (Dicke Tönnchenschnecke[7])
- Orcula dolium minimum (Brancsik, 1887)[8]
- Orcula dolium pseudogularis A.J. Wagner, 1912 (Falsche Tönnchenschnecke[7])
- Orcula dolium raxae E. Gittenberger, 1978 (Rax-Tönnchenschnecke[6])

Möglicherweise ist Orcula dolium brancsikii Clessin, 1887 eine eigenständige Art. Peter Reischütz fand dieses Taxon zusammen mit einer kleinen Form der Großen Fässchenschnecke (Orcula dolium minimum (Brancsik, 1887)), ohne Übergangsformen an der Typuslokalität von brancsikii Clessin, 1887. Er behandelt Orcula brancsikii daher als eigenständige Art.

## Gefährdung
Insgesamt gesehen ist die Art aufgrund ihres großen Verbreitungsgebietes und ihrer Häufigkeit nicht gefährdet. In Bayern wird die Art als potenziell gefährdet angesehen, da sie selten ist und auf ein vergleichsweise kleines Gebiet in Bayern beschränkt ist. Auch in der Schweiz wird die Art als potenziell gefährdet angesehen. In Baden-Württemberg ist sie eine Art der Vorwarnliste.
In Österreich stehen zwei Unterarten auf der Roten Liste. Die Unterart, Orcula dolium gracilior wird als gefährdet eingestuft, Orcula dolium infima gilt sogar als stark gefährdet. In Deutschland ist sie in der Gefährdungskategorie R – Extrem selten gelistet.

## Belege

### Online
- AnimalBase